# Колхети-1913
«Колхети-1913» — грузинский футбольный клуб из города Поти. Основан в 1913 году. Домашние матчи играет на стадионе «Фазиси». Ранее клуб назывался «Колхида» и «Колхети». В советское время выступал в классе «Б» и второй лиге (1962—1974, 1979—1989). Неоднократный призёр чемпионатов Грузии в 1990-е годы.
В 2018 году вылетел из высшего дивизиона чемпионата Грузии, через год — из Эровнули лиги 2, по итогам сезона 2022 года вышел в Эровнули лигу 2, а по итогам сезона 2023 вернулся в высший дивизион.

## Достижения

### Чемпионат Грузинской ССР
- Чемпион Грузинской ССР: 1978[3].

### Кубок СССР
Лучшим результатом в Кубке СССР является выход в 1/32 финала в розыгрышах 1987/88, 1988/89 и 1990/91.

### Чемпионат Грузии
- Серебряный призёр чемпионата Грузии[2][4]: 1993/94, 1996/97.
- Бронзовый призёр чемпионата Грузии[2][4]: 1994/95, 1995/96, 1997/98.

По окончании сезона-2005/06, в котором команда заняла 10-е место из 16, клуб по финансовым причинам прекратил выступления в чемпионате Грузии. В сезонах 2007/08, 2008/09, 2009/10 и 2013/14 команда играла в Первой лиге. В сезонах 2010/11—2012/13, 2014/15—2018 — в высшем дивизионе.

## Еврокубки
В 1996 году «Колхети-1913» выступал в Кубке Интертото в группе 12. Соперниками клуба были «Земун» (2:3), «Яро» (0:2), «Генгам» (1:3) и «Динамо» (Бухарест) (0:2).
В 1997 году в 1-м квалификационном раунде Кубка УЕФА «Колхети-1913» проиграл по сумме двух встреч минскому «Динамо» (0:1 в гостях и 2:1 дома).
В 1998 году «Колхети-1913» также вылетел из Кубка УЕФА в 1-м квалификационном раунде, проиграв дважды клубу «Црвена Звезда» (0:4 и 0:7).
В 1999 году «Колхети» снова участвовал в Кубке Интертото, но не смог пройти дальше первого раунда, проиграв клубу «Цементарница» (2:4 и 0:4).